# Mătăsari
Mătăsari é uma comuna romena localizada no distrito de Gorj, na região de Oltênia. A comuna possui uma área de 46.44 km² e sua população era de 5241 habitantes segundo o censo de 2007.